# Mimosa nothacacia
Mimosa nothacacia är en ärtväxtart som beskrevs av Rupert Charles Barneby. Mimosa nothacacia ingår i släktet mimosor, och familjen ärtväxter. Inga underarter finns listade i Catalogue of Life.